# Kurów (Konin)
Kurów – dawna wieś, od 1 stycznia 1968 część miasta Konin,
Kurów znajduje się na skarpie, na południe od ulic Wyszyńskiego i Przemysłowej, zaś na północ od rzeki Warty. Od wschodu sąsiaduje z Osiedlem Glinka. Do Kurowa zalicza się południowe zabudowania ulicy Wyszyńskiego, na zachód od ulicy Budowlanych. W jego obrębie znajdują się dwie ulice: Kurów oraz Łąkowa. W Kurowie znajdują się m.in.: Amfiteatr na Skarpie, Zespół Szkół Górniczo-Energetycznych, Zespół Szkół Budownictwa i Kształcenia Zawodowego, Wojewódzki Szpital Zespolony oraz Komenda Miejska Policji i Straży Miejskiej.
W Kurowie (wówczas wsi w okolicy Konina) urodził się Jan Zemełka.
Kurów administracyjnie wchodzi w skład dzielnicy Glinka.